# Zibb
zibb – Zuhause in Berlin & Brandenburg war eine werktägliche Magazinsendung im rbb Fernsehen.

## Geschichte
Die Sendung zibb wurde vom 10. November 2003 bis zum 10. Dezember 2021 montags bis freitags von 18:30 bis 19:25 Uhr im rbb ausgestrahlt und informierte über aktuelle Ereignisse in der Stadt Berlin und im Land Brandenburg.
In der Rubrik zibb V.I.P. nahm in jeder Ausgabe ein prominenter Gesprächsgast auf der Studio-Couch Platz. Neben Boulevardthemen wurden auch die Bereiche Service (Gesundheit, Reisen, Geld, Garten, Recht) angesprochen. Veranstaltungstipps, Live-Berichte von Kino-, Show- und Theaterpremieren, Kulturnachrichten sowie Reportagen von Land und Leuten ergänzten das Format.
Mit der Aktion 96 Stunden wurde einmal monatlich ein Wettbewerb angeregt, im Laufe der Sendewoche ein gemeinnütziges Projekt in der „Nachbarschaft“ mithilfe der Zuschauer zu unterstützen. Zumeist handelte es sich um Gebäude von wohltätigen Organisationen, die Sanierungsbedarf aufweisen.
Die Sendung zibb wurde von einem in der Regel männlich-weiblich gemischten Moderatorenduo präsentiert. Das Team bestand aus den männlichen Moderatoren Uwe Madel, Harald Pignatelli und Marco Seiffert sowie den Moderatorinnen Nadine Heidenreich, Susanne Tockan, Madeleine Wehle und Janna Falkenstein.
Sechs Wochen lang wurde das Fernsehstudio ab Ende Juli traditionell mit dem Hof des Studiogeländes in Potsdam-Babelsberg vertauscht und live aus dem zibb-Sommergarten gesendet. Zusätzlich zum frühabendlichen Magazin gab es seit Sommer 2010 die Talkreihe zibb-Sommernacht, die im Sommer dienstags um 22:15 Uhr ausgestrahlt wurde und in der Prominente sowie Bürger aus der Region am Lagerfeuer über Schicksale und Lebenswege sprachen.
Im Februar 2021 kündigte der rbb an, dass die Sendungen rbb UM6 und zibb im Zuge einer Umgestaltung des Vorabends zum Ende des Jahres 2021 eingestellt werden. Geplant ist, die Sendungen 2022 durch eine Ausgabe von rbb24 sowie eine Service- und eine Talksendung zu ersetzen. Im November 2021 wurden weitere Details bekannt: So soll ab 3. Januar 2022 von 18 Uhr bis 18:15 Uhr eine fünfzehnminütige Ausgabe von rbb24 laufen, von 18:15 Uhr bis 18:45 Uhr das Servicemagazin schön + gut und zwischen 18:45 Uhr und 19:30 Uhr die Talksendung Studio 3 – Live aus Babelsberg. Später wurde jedoch klargestellt, dass die Sendung rbb UM6 ab 2022 weiterhin ausgestrahlt wird, jedoch nur noch samstags und sonntags.